# 皮埃尔·居里
皮埃爾·居里（法語：Pierre Curie，法語發音：[pjɛʁ kyʁi]；1859年5月15日—1906年4月19日），法國物理学家、化学家，曾經由於發現放射性元素鐳而獲得諾貝爾物理學獎。

## 生平
皮埃爾由父親在家親自教育，自小就在物理與數學方面展現過人才能，後於索邦大學完成學業；其中有關磁性的研究「居里定律」最為著名。皮埃爾·居里發現，具有磁性的物體會由於溫度的增加而減少其磁性，而這樣的研究後來成為所謂的「居里溫度」，也就是包括鐵在內的強磁性體失去磁性的溫度。
其後與瑪麗·居里結婚，並共同從事於發射性元素鐳與釙；皮埃爾由於接觸過量的辐射，往往晚上成眠時都會因為劇痛而被驚醒，但他並沒有因此放棄對放射性物質的研究；1903年，皮埃爾·居里與瑪麗·居里由於放射性物質的研究，而獲得諾貝爾物理學獎的肯定。
1906年4月19日，皮埃爾·居里為了趕路而嘗試橫跨多菲内街，卻沒注意到奔馳而來的馬車，使得馬伕在視線不良的雨天來不及反應，再加上路滑造成馬車失控，於是在馬車車禍中喪命。
1995年，他与妻子玛丽·居里一起移葬入法国最著名的文化名人安葬地先贤祠。
96号化学元素锔（Cm）为纪念居里夫妇而命名。

## 外部連結
- 居禮夫婦發現了鐳 （页面存档备份，存于）